# Partido Socialista del País Valenciano
No confundir con el antiguo partido Partit Socialista del País Valencià.
El Partido Socialista del País Valenciano-PSOE (PSPV-PSOE; en valenciano, Partit Socialista del País Valencià-PSOE) es el nombre de la federación del Partido Socialista Obrero Español en la Comunidad Valenciana (España), nacida de la confluencia de la federación valenciana del PSOE y la federación valenciana del PSP con el antiguo Partit Socialista del País Valencià en 1978.
Fue el partido político más votado en la Comunidad Valenciana hasta las elecciones generales de 1993, en las que se vio superado por el Partido Popular, que ganó todas las elecciones celebradas hasta 2019. Consiguió mayoría absoluta en las Cortes Valencianas en las elecciones de 1983 (51 diputados) y 1991 (45 diputados). En la legislatura 1987-1991 gobernó en minoría (42 diputados) con el apoyo parlamentario puntual de la coalición EUPV-UPV y, en algunas ocasiones, del CDS. Fue también la primera fuerza municipal de la Comunidad Valenciana hasta el 1995.
Fue la segunda fuerza más votada en las elecciones autonómicas de 2015 (23 diputados), pero su líder Ximo Puig ha sido investido Presidente de la Generalidad, en coalición con Coalició Compromís y con el apoyo de Podemos. En las diferentes elecciones que se han celebrado desde que es la segunda fuerza política, obtuvo 32 diputados en 1995, 35 en 1999 y 2003, 38 en 2007 y 33 en 2011. En las elecciones locales de 2011 obtuvo 1.885 concejales, fue la segunda fuerza más votada y cuenta con las alcaldías de Benidorm, Alcoy, Villarreal, Mislata, Onteniente, Jávea y Alacuás, entre los municipios de más de 30 000 habitantes, además de participar en los gobiernos locales de Orihuela, Burjasot y Villena. En las Elecciones municipales de España de 2015 El PSPV-PSOE se mantiene como segunda fuerza más votada y con 1.836 concejales recupera el poder municipal que había perdido en 2011, bien gobernando en solitario, bien mediante pactos con el resto de fuerzas progresistas. Entre los municipios de más de 30 000 habitantes cuenta con las alcaldías de Castellón de la Plana, Alicante, Alcoy, Villarreal, Mislata, Onteniente, Játiva, Paterna, Burjasot, Torrente, Chirivella, Aldaya, Alacuás, Gandía, Denia, Jávea, Elche, San Vicente del Raspeig, Elda, Petrel, Villajoyosa, Santa Pola, Burriana y Vall de Uxó; además de participar en los gobiernos municipales de ciudades como Valencia o Alcira.
Los comicios locales de 2015 permitieron al PSPV recuperar numerosos feudos tradicionales que había perdido a manos del PP y arrebatar los suyos a los populares, vuelven a manos socialistas, o se mantienen, numerosas ciudades del llamado «cinturón rojo» de Valencia. Así mismo, el PSPV-PSOE consigue con un pacto entre las izquierdas la Diputación Provincial de Valencia cuyo presidente es Jorge Rodríguez Gramaje alcalde de Onteniente.
2019 es un año electoral especialmente exitoso para el PSPV-PSOE. El presidente de la Generalidad Valenciana y secretario general del partido, Ximo Puig, toma la decisión de adelantar las elecciones autonómicas para el 28 de abril, coincidiendo con las convocatoria de elecciones generales del mismo año tras la negativa del Congreso de aprobar los Presupuestos Generales del Estado del ejercicio 2019 al gobierno de Pedro Sánchez en minoría. Casi tres décadas después, el Partido Socialista del País Valenciano gana las elecciones a las Cortes Valencianas, desplazando al PPCV como principal partido valenciano con 27 diputados. La suma de PSPV, Compromís y Podemos, permite revalidar el Acuerdo del Botánico y el gobierno de izquierdas hasta 2023.  Por su parte, en las elecciones generales, el PSPV recupera la Comunidad Valenciana para el PSOE, dando al grupo socialista en Madrid 10 diputados y el 27'78% de los sufragios. Algo que no sucedía desde el año 1989. 
El mes de mayo permite al PSPV ser la fuerza más votada en las elecciones municipales y ampliar su poder local con holgadas mayorías absolutas en municipios como Elda, Burjasot, Mislata, Alacuás, Villarreal, Paterna, Aldaya, Denia, Jávea, Petrel; o las amplias victorias en Játiva, Vall de Uxó, Castellón de la Plana, Gandía, Elche, San Vicente del Raspeig, Torrente, Alcoy o Villajoyosa. El PSPV se erige como fuerza más votada en Sagunto y recupera el bastón de mando en una ciudad industrial con una larga tradición obrera donde venía cosechando derrotas electorales desde 2007, pero pierde las alcaldías de importantes ciudades como Santa Pola, Alicante u Onteniente, donde es barrido del ayuntamiento ante el exsocialista Jorge Rodríguez, investigado por su gestión en la Diputación, que aumenta su mayoría absoluta hasta los 17 concejales.
La contundente victoria electoral permite al PSPV recuperar la presidencia de la Diputación Provincial de Castellón 24 años después y mantener la Diputación Provincial de Valencia. No consigue, sin embargo, la vara de mando en la Diputación Provincial de Alicante después de un pacto PP-Ciudadanos, a pesar de ser la primera fuerza en la corporación y tras intensas negociaciones con la formación de Toni Cantó que no fraguaron.

## Historia
Tras la derrota de Joan Lerma en las elecciones autonómicas de 1995, y la salida del PSPV de la Generalidad Valenciana, se abre una crisis interna por el liderazgo del partido. El sucesor del expresidente Lerma, el exconsejero de Educación, Joan Romero González, es elegido nuevo secretario general en 1997, pero dimitiría dos años más tarde a causa de las constantes guerras entre las familias políticas del partido y los duros ataques personales que recibió en el ejercicio de su cargo como secretario de los socialistas valencianos. Tras su dimisión, el exministro Antoni Asunción es elegido nuevo secretario general de la Federación Socialista Valenciana y nuevo candidato a la presidencia de la Generalidad para los comicios de 1999.
Puesto en entredicho por algunos medios de comunicación, que denunciaron un posible trato de favor por parte de una empresa constructora en la reforma de su casa, Joan Ignasi Pla, secretario general, presentó su dimisión el 18 de octubre de 2007. Para cubrir el vacío de poder en el partido, el secretario de organización del PSOE, José Blanco, nombró una gestora al frente de la cual puso al ex presidente de la Generalidad Valenciana Joan Lerma.
Con vistas a las elecciones autonómicas de 2011, el exministro Antonio Asunción le planteó al secretario general Jorge Alarte unas primarias en las cuales, fue derrotado por el exalcalde de Alacuás. Después del descenso de votos en las elecciones de dicho año con Alarte como candidato, en 2012 se volvieron a convocar primarias para elegir el secretario general de la organización, con Jorge Alarte y Ximo Puig como candidatos. Fueron ganadas con el 61% de los votos por Ximo Puig, que se convirtió en el nuevo secretario general del PSPV-PSOE. El 8 de marzo de 2014, la federación valenciana se convierte en pionera de primarias abiertas (militantes y simpatizantes) dentro del socialismo español. Dos aspirantes, el alcalde de Faura (Toni Gaspar Ramos) y el secretario general del PSPV (Ximo Puig Ferrer), se enfrentan en la carrera por aspirar a la presidencia de la Generalidad Valenciana. El secretario general se impuso al aspirante del Campo de Murviedro con el 69 % de los votos, con una participación del 83 % sobre un censo de 67.000 personas, entre afiliados, simpatizantes (población mayor de 16 años que se inscribió para poder ejercer el sufragio en las primarias) y miembros de jóvenes socialistas.
En 2015, tras los comicios, el PSPV se mantiene como segunda fuerza más votada y consigue las alcaldía de ciudades importantes, la presidencia de la Generalidad Valenciana y la Diputación de Valencia, tras 20 años en la oposición.
En las Elecciones generales de 2015, el PSPV-PSOE queda relegado a la tercera posición tras producirse el «sorpasso» de la coalición Compromís-Podem És el moment, a pesar del poder político que obtuvo a raíz de los comicios de mayo, tanto a nivel autonómico como local, algo que no había pasado hasta la fecha.

## Líderes del PSPV-PSOE
|    | Secretario general                          | Periodo         |
| -- | ------------------------------------------- | --------------- |
| 1. | Joan Pastor                                 | 1978-1979       |
| 2. | Joan Lerma                                  | 1979-1997       |
| 3  | Joan Romero                                 | 1997-1999       |
| 4. | Joan Ignasi Pla                             | 1999            |
| -  | Comisión Gestora presidida por Diego Macià  | 1999-2000       |
| 4. | Joan Ignasi Pla                             | 2000-2007       |
| -  | Comisión Gestora presiddeida por Joan Lerma | 2007-2008       |
| 5. | Jorge Alarte                                | 2008-2012       |
| 6. | Ximo Puig                                   | 2012-2024       |
| 7. | Diana Morant                                | 2024-actualidad |

## Resultados electorales

### Elecciones a las Cortes Valencianas
| Elecciones | Candidato       | Votos   | % de votos | Escaños | +/-         | Posición | Gobierno                                             |
| ---------- | --------------- | ------- | ---------- | ------- | ----------- | -------- | ---------------------------------------------------- |
| 1983       | Joan Lerma      | 982.567 | 51,41%     | 51/89   | -           | 1.º      | Gobierno mayoritario                                 |
| 1987       | Joan Lerma      | 828.961 | 41,28%     | 42/89   | 9           | 1.º      | Gobierno en minoría                                  |
| 1991       | Joan Lerma      | 860.429 | 42,85%     | 45/89   | 3           | 1.º      | Gobierno mayoritario                                 |
| 1995       | Joan Lerma      | 804.463 | 33,98%     | 32/89   | 13          | 2.º      | Oposición                                            |
| 1999       | Antoni Asunción | 768.548 | 33,91%     | 35/89   | 3           | 2.º      | Oposición                                            |
| 2003       | Joan Ignasi Pla | 874.288 | 35,95%     | 35/89   | Sin cambios | 2.º      | Oposición                                            |
| 2007       | Joan Ignasi Pla | 838.987 | 34,49%     | 38/99   | 3           | 2.º      | Oposición                                            |
| 2011       | Jorge Alarte    | 684.893 | 27,5%      | 33/99   | 5           | 2.º      | Oposición                                            |
| 2015       | Ximo Puig       | 505.186 | 20,3%      | 23/99   | 10          | 2.º      | Gobierno de coalición con Compromís                  |
| 2019       | Ximo Puig       | 637.673 | 23,87%     | 27/99   | 4           | 1.º      | Gobierno de coalición con Compromís y Unidas Podemos |
| 2023       | Ximo Puig       | 708.142 | 28,70%     | 31/99   | 4           | 2.º      | Oposición                                            |

| Evolución del número de escaños en las Cortes Valencianas |      |      |      |      |      |      |      |      |      |      |      |
| Circunscripción                                           | 1983 | 1987 | 1991 | 1995 | 1999 | 2003 | 2007 | 2011 | 2015 | 2019 | 2023 |
| Alicante                                                  | 17   | 14   | 16   | 12   | 12   | 12   | 14   | 12   | 9    | 10   | 11   |
| Castellón                                                 | 14   | 11   | 11   | 8    | 9    | 9    | 10   | 9    | 6    | 7    | 8    |
| Valencia                                                  | 20   | 17   | 18   | 12   | 14   | 14   | 14   | 12   | 8    | 10   | 12   |
| Total                                                     | 51   | 42   | 45   | 32   | 35   | 35   | 38   | 33   | 23   | 27   | 31   |

### Valencia
| Evolución del número de concejales del PSOE en las principales ciudades de la provincia de Valencia |      |      |      |      |      |      |      |      |      |      |
| Municipio                                                                                           | 1987 | 1991 | 1995 | 1999 | 2003 | 2007 | 2011 | 2015 | 2019 | 2023 |
| Valencia                                                                                            | 13   | 13   | 8    | 11   | 12   | 12   | 8    | 5    | 7    | 7    |
| Torrente                                                                                            | 13   | 16   | 11   | 13   | 15   | 11   | 9    | 9    | 11   | 10   |
| Gandía                                                                                              | 10   | 11   | 10   | 12   | 10   | 12   | 10   | 7    | 11   | 12   |
| Paterna                                                                                             | 11   | 11   | 7    | 9    | 10   | 8    | 7    | 6    | 13   | 14   |
| Sagunto                                                                                             | 8    | 11   | 8    | 7    | 7    | 6    | 5    | 3    | 7    | 12   |
| Alcira                                                                                              | 10   | 11   | 4    | 5    | 7    | 5    | 4    | 4    | 3    | 4    |
| Burjasot                                                                                            | 11   | 12   | 10   | 12   | 11   | 9    | 8    | 8    | 12   | 12   |
| Onteniente                                                                                          | 7    | 8    | 7    | 7    | 5    | 9    | 7    | 14   | 0    | 1    |
| Aldaya                                                                                              | 13   | 14   | 10   | 12   | 13   | 11   | 8    | 8    | 14   | 14   |
| Alacuás                                                                                             | 8    | 11   | 9    | 11   | 15   | 13   | 10   | 9    | 11   | 10   |
| Játiva                                                                                              | 10   | 10   | 6    | 7    | 7    | 7    | 6    | 7    | 10   | 8    |
| Chirivella                                                                                          | 10   | 11   | 9    | 11   | 10   | 10   | 7    | 6    | 9    | 9    |
| Sueca                                                                                               | 7    | 5    | 5    | 7    | 8    | 4    | 4    | 5    | 6    | 8    |
| Algemesí                                                                                            | 8    | 11   | 8    | 11   | 9    | 7    | 6    | 5    | 8    | 7    |

En negrita cuando el PSPV-PSOE ha sido la fuerza más votada.
| Evolución del número de concejales del PSOE en los municipios de la provincia de Valencia |      |      |      |      |      |      |      |      |      |      |
| Año                                                                                       | 1987 | 1991 | 1995 | 1999 | 2003 | 2007 | 2011 | 2015 | 2019 | 2023 |
| Concejales                                                                                | 1302 | 1360 | 1097 | 1065 | 1078 | 1089 | 979  | 948  | 1084 | 1021 |

### Castellón
| Evolución del número de concejales del PSOE en las principales ciudades de la provincia de Castellón |      |      |      |      |      |      |      |      |      |      |
| Municipio                                                                                            | 1987 | 1991 | 1995 | 1999 | 2003 | 2007 | 2011 | 2015 | 2019 | 2023 |
| Castellón de la Plana                                                                                | 12   | 13   | 8    | 10   | 10   | 12   | 9    | 7    | 10   | 9    |
| Villarreal                                                                                           | 12   | 11   | 9    | 7    | 6    | 8    | 8    | 13   | 13   | 11   |
| Burriana                                                                                             | 11   | 8    | 7    | 8    | 7    | 8    | 7    | 6    | 10   | 7    |
| Vall de Uxó                                                                                          | 5    | 10   | 7    | 7    | 8    | 8    | 7    | 6    | 9    | 9    |
| Vinaroz                                                                                              | 8    | 9    | 9    | 7    | 8    | 7    | 6    | 4    | 7    | 9    |
| Benicarló                                                                                            | 9    | 7    | 6    | 4    | 6    | 7    | 6    | 7    | 11   | 5    |
| Almazora                                                                                             | 12   | 11   | 9    | 13   | 11   | 9    | 8    | 9    | 9    | 7    |
| Onda                                                                                                 | 10   | 12   | 11   | 10   | 12   | 10   | 8    | 8    | 9    | 6    |
| Benicasim                                                                                            | 2    | 2    | 2    | 3    | 6    | 8    | 5    | 3    | 5    | 3    |

En negrita cuando el PSPV-PSOE ha sido la fuerza más votada.
| Evolución del número de concejales del PSOE en los municipios de la provincia de Castellón |      |      |      |      |      |      |      |      |      |      |
| Año                                                                                        | 1987 | 1991 | 1995 | 1999 | 2003 | 2007 | 2011 | 2015 | 2019 | 2023 |
| Concejales                                                                                 | 561  | 532  | 453  | 372  | 403  | 412  | 377  | 376  | 428  | 393  |

### Alicante
| Evolución del número de concejales del PSOE en las principales ciudades de la provincia de Alicante |      |      |      |      |      |      |      |      |      |      |      |      |
| Municipio                                                                                           | 1979 | 1983 | 1987 | 1991 | 1995 | 1999 | 2003 | 2007 | 2011 | 2015 | 2019 | 2023 |
| Alicante                                                                                            | 13   | 19   | 12   | 12   | 10   | 11   | 12   | 14   | 8    | 6    | 9    | 8    |
| Elche                                                                                               | 14   | 14   | 14   | 16   | 11   | 14   | 15   | 13   | 12   | 8    | 12   | 12   |
| Torrevieja                                                                                          | 9    | 12   | 6    | 7    | 6    | 6    | 8    | 7    | 6    | 4    | 5    | 6    |
| Orihuela                                                                                            | 5    | 9    | 4    | 6    | 7    | 5    | 4    | 7    | 6    | 8    | 6    | 6    |
| Benidorm                                                                                            | 7    | 12   | 10   | 11   | 7    | 11   | 11   | 12   | 11   | 7    | 10   | 8    |
| Alcoy                                                                                               | 11   | 18   | 15   | 16   | 11   | 10   | 8    | 9    | 7    | 9    | 12   | 9    |
| San Vicente                                                                                         | 8    | 14   | 7    | 9    | 8    | 9    | 7    | 7    | 6    | 5    | 10   | 8    |
| Elda                                                                                                | 10   | 17   | 12   | 11   | 9    | 13   | 11   | 9    | 8    | 9    | 13   | 12   |
| Denia                                                                                               | 7    | 10   | 8    | 6    | 6    | 4    | 7    | 9    | 8    | 7    | 12   | 9    |
| Petrel                                                                                              | 9    | 15   | 11   | 12   | 10   | 7    | 5    | 5    | 6    | 6    | 13   | 11   |
| Villena                                                                                             | 8    | 11   | 7    | 9    | 5    | 6    | 8    | 7    | 4    | 3    | 7    | 8    |
| Villajoyosa                                                                                         | 6    | 14   | 11   | 12   | 9    | 6    | 7    | 7    | 5    | 6    | 8    | 6    |
| Santa Pola                                                                                          | 7    | 11   | 9    | 7    | 6    | 8    | 8    | 6    | 5    | 4    | 6    | 6    |
| Jávea                                                                                               | 5    | 9    | 6    | 4    | 4    | 3    | 5    | 4    | 6    | 14   | 11   | 9    |
| Crevillente                                                                                         | 7    | 7    | 9    | 8    | 5    | 4    | 4    | 5    | 3    | 3    | 4    | 2    |

En negrita cuando el PSPV-PSOE ha sido la fuerza más votada.
| Evolución del número de concejales del PSOE en los municipios de la provincia de Alicante |      |      |      |      |      |      |      |      |      |      |
| Año                                                                                       | 1987 | 1991 | 1995 | 1999 | 2003 | 2007 | 2011 | 2015 | 2019 | 2023 |
| Concejales                                                                                | 644  | 677  | 594  | 589  | 583  | 568  | 531  | 508  | 572  | 542  |

## Elecciones a las Cortes Generales
| Elecciones     | Votos     | % de votos | Escaños | +/-         | Posición |
| -------------- | --------- | ---------- | ------- | ----------- | -------- |
| 1977           | 678 429   | 36,33 %    | 13/29   | -           | 1.º      |
| 1979           | 698 677   | 37,31 %    | 13/29   | Sin cambios | 1.º      |
| 1982           | 1 118 354 | 53,11 %    | 19/29   | 6           | 1.º      |
| 1986           | 993 439   | 47,49 %    | 18/31   | 1           | 1.º      |
| 1989           | 878 377   | 41,46 %    | 16/31   | 2           | 1.º      |
| 1993           | 935 325   | 38,35 %    | 12/31   | 4           | 2.º      |
| 1996           | 990 993   | 38,32 %    | 13/32   | 1           | 2.º      |
| 2000           | 826 595   | 34 %       | 12/32   | 1           | 2.º      |
| 2004           | 1 127 700 | 42,45 %    | 14/32   | 2           | 2.º      |
| 2008           | 1 124 414 | 40,97 %    | 14/33   | Sin cambios | 2.º      |
| 2011           | 697 474   | 26,75 %    | 10/33   | 4           | 2.º      |
| 2015           | 531 489   | 19,83 %    | 7/32    | 3           | 3.º      |
| 2016           | 539 278   | 20,79 %    | 6/33    | 1           | 3.º      |
| Abril 2019     | 746 486   | 27,78 %    | 10/32   | 4           | 1.º      |
| Noviembre 2019 | 700 159   | 27,60 %    | 10/32   | Sin cambios | 1.º      |
| 2023           | 845 159   | 32,12 %    | 11/33   | 1           | 2.º      |

## Personas destacadas
- Sandra Gómez López, (Valencia, 1985). Actualmente es Primera Teniente de Alcalde y Portavoz del Ayuntamiento de Valencia, y Secretaria General del PSPV-PSOE en la ciudad de Valencia. Además, actualmente, desempeña las funciones de concejala del área de desarrollo económico y sostenible.
- Josep Lluís Albiñana (Valencia, 1943) Fue el presidente Consejo de Fuerzas Políticas del País Valenciano el también llamado Consejo preautonómico. Era miembro del ala nacionalista del Partido Socialista del País Valenciano, abandonó el PSPV-PSOE tras desavenencias con miembros de sus partido entre los que se encontraban Joan Lerma. Actualmente [¿cuándo?] es candidato al Senado por Compromís-Podemos.
- Amparo Marco Gual, (Castellón de la Plana, 1968). Actualmente es la alcaldesa del Ayuntamiento de Castellón de la Plana, y Presidenta del PSPV-PSOE en la ciudad de Castellón de la Plana. Licenciada en Ciencias Económicas y Empresariales por la Universidad de Valencia y Doctora en Administración y Dirección de Empresas por la Universidad Jaime I, profesora titular de Universidad en el área de Finanzas y Contabilidad. Es la primera mujer en ostentar la alcaldía de Castellón. Con anterioridad ha sido diputada autonómica y provincial.
- Fernando Martínez Castellano (Valencia, 1942), primer alcalde democrático de Valencia tras la muerte de Franco.

- Alfons Cucó (Valencia, 19 de julio de 1941 - 26 de octubre de 2002), historiador y político.

- Antonio García Miralles (Alicante, 15 de julio de 1942). Primer presidente de las Cortes Valencianas, ejerció su cargo desde 1983 hasta 1995. Diputado en el Congreso por Alicante y senador hasta 2007. Fue presidente del PSPV durante la secretaría general de Lerma. Fue uno de los componentes de la comisión redactora del Estatuto, además de haber tenido responsabilidad institucional durante la transición en el Consejo preautonómico del País Valenciano, presidido por Josep Lluís Albiñana.

- Joan Lerma Blasco (Valencia, 15 de julio de 1951), primer presidente democrático de la Generalidad Valenciana de 1982 a 1995 (primero elegido por las Cortes Valencianas). Actualmente es senador por Valencia por designación de las Cortes (desde 1995).

- Ximo Puig (Morella, 4 de enero de 1959) séptimo presidente democrático de la Generalidad Valenciana y segundo del PSPV-PSOE en 20 años. Ostenta el cargo desde el 28 de junio de 2015. Fue alcalde de Morella de 1995 a 2012, y actualmente es Secretario de Reformas Democráticas del PSOE.

- Jorge Rodríguez Gramage, alcalde de Onteniente y presidente de la Diputación Provincial de Valencia con los votos de PSPV-PSOE, Compromís, EUPV y Valencia en Común. 20 años después de la salida del PSPV de la institución, Rodrígueza recupera el cargo para el Partido Socialista convirtiéndose en el presidente más joven de la corporación, y es, a su vez, un referente para el socialismo valenciano de cara a los años próximos.

- Jorge Alarte (Alacuás, 19 de octubre de 1973), fue alcalde de la localidad de Alacuás desde 1999 hasta 2009. En 2008 vence al candidato Ximpo Puig en la carrera por la secretaría general de los socialistas valencianos por un margen de 20 votos. Ostentó el cargo hasta 2012, cuando en el congreso celebrado en Alicante pierde la secretaría a manos de Ximo Puig por los resultados obtenidos en las elecciones a las Cortes Valencianas de 2011.

- Joan Ignasi Pla (Adzaneta de Albaida, Valencia, 31 de julio de 1959) fue secretario de organización desde 1997 a 1999. Dicho año fue elegido secretario general, pero problemas entre las familias políticas del partido forzaron su dimisión 48 horas después de su elección. En el año 2000 es elegido diputado en el Congreso de los Diputados y presenta su candidatura para postularse líder del PSPV-PSOE, cargo que ostentaría hasta 2007. En 2003 y 2007 fue candidato a la presidencia de la Generalidad Valenciana, siendo derrotado en ambas ocasiones por el popular Francisco Camps. El 18 de octubre de 2007 dimite de su cargo por un presunto caso de corrupción política. Actualmente es miembro del Consejo Jurídico Consultivo de la Comunidad Valenciana.

- Joan Romero González (Albacete, 1953), fue Consejero de Educación entre 1993 y 1995, durante el gobierno de Lerma, diputado en el Congreso de los Diputados hasta el año 1999 y secretario técnico del Ministerio de Educación de España, durante el gobierno de Felipe González. Tras la pérdida de la Generalidad por los socialistas, Joan Romero ganó las primarias del PSPV y fue elegido secretario general de los socialistas valencianos, en 1999 dimitió de este cargo en mitad de la guerra entre familias que le llevó a tomar la decisión de abandonar la militancia en el año 2000 cansado de un conflicto interminable.